# Novell eDirectory
Novell eDirectory (in precedenza chiamato Novell Directory Services, abbreviato in NDS) è un servizio di directory compatibile con lo standard X.500 distribuito per la prima volta nel 1993 da Novell, Inc., per la gestione centralizzata dell'accesso alle risorse su più server e computer di una data rete. Viene usato in più dell'80% delle aziende Fortune 1000 e compete con Active Directory di Microsoft, Java System Directory Server di Sun e Red Hat Directory Server di Red Hat.

## Descrizione
eDirectory è un database gerarchico, object oriented, che rappresenta tutte le risorse di una organizzazione in un albero logico. Le risorse possono comprendere persone, ruoli, server, workstation, applicazioni, stampanti, servizi, gruppi, ecc. L'uso dell'ereditarietà dinamica dei diritti e dell'equivalenza permettono l'implementazione efficiente sia del controllo di accessi globale che di quello puntuale. I diritti di accesso tra oggetti dell'albero vengono determinati al momento della richiesta e in base ai diritti assegnati agli oggetti in virtù della loro collocazione nell'albero, delle equivalenze di sicurezza e delle assegnazioni individuali.
eDirectory supporta il partizionamento in qualsiasi punto dell'albero e la replica di una partizione su un qualsiasi numero di server. La replicazione tra i vari server avviene periodicamente scambiando solo le variazioni fatte agli oggetti in modo da ridurre il traffico LAN/WAN. Ogni server può agire come "master" delle informazioni che contiene (a patto che la replica non sia in sola lettura). Inoltre le repliche possono essere filtrate in modo da includere solo determinati attributi per aumentare la velocità (ad esempio, una replica può essere configurata per contenere solo un nome utente e un numero di telefono, per essere usata in una rubrica telefonica aziendale).
eDirectory è accessibile tramite LDAP, XML, Directory Service Markup Language, SOAP, ODBC, JDBC, JNDI, EJB, Perl, Active X e ADSI e si è rivelato scalabile fino a oltre 1 miliardo di oggetti .

## Piattaforme supportate
- Windows 2000
- Windows Server 2003
- SUSE Linux Enterprise Server
- Red Hat Enterprise Linux
- Novell NetWare
- Sun Solaris
- AIX
- HP-UX

## Immagazzinamento dei dati
Le versioni di eDirectory precedenti alla 8 (che venivano chiamate Novell Directory Services) usavano un motore per la gestione del database, basato su record, chiamato Recman, che si affidava al Transaction Tracking System inserito nel sistema operativo NetWare. A partire dalla versione 8, eDirectory, così come la suite di collaborazione GroupWise a partire dalla versione 5, usa il FLAIM database engine, impiegato in origine dall'oggi defunto WordPerfect Office. Questo cambio permise la portabilità ad altre piattaforme come Windows, Linux e Unix.

## Installazioni
- A metà 2006, eDirectory era ancora usato sul sito web della CNN, come veniva indicato in fondo ad ogni pagina.
- La Direction Générale des Impôts, l'autorità fiscale francese, usa Novell eDirectory come deposito delle identità dei contribuenti. Oggli la directory ospita diverse centinaia di migliaia di identità e crescerà fino ad accomodarne 35 milioni (comprendendo virtualmente tutti i contribuenti francesi) quando il progetto sarà completato.
- TransUnion, una delle più grandi agenzie di reporting sul credito, ha installato eDirectory per personalizzare l'esperienza web di un numero annuo di clienti compreso tra 10 e 12 milioni.